# Bahnhof Lutterbach
Der Bahnhof Lutterbach (französisch Gare de Lutterbach, bei der Straßenbahn Mülhausen auch als Lutterbach Gare bezeichnet) ist ein Trennungsbahnhof in der oberelsässischen Stadt Lutterbach. Der Bahnhof befindet sich an Streckenkilometer 102,5 der Bahnstrecke Strasbourg–Basel und ist Ausgangspunkt der Bahnstrecken Lutterbach–Kruth und Lutterbach–Rixheim. Neben den Regionalzügen der TER Alsace ist der Bahnhof Lutterbach auch Haltepunkt vom Tram-Train Mulhouse–Vallée de la Thur und Endstation der Linie 3 der Straßenbahn Mülhausen.

## Geschichte
Die Station Lutterbach wurde mit der Inbetriebnahme der dritten in Frankreich für den Personenverkehr eröffneten Bahnstrecke Lutterbach–Kruth eröffnet. Deren Abschnitt Lutterbach–Thann wurde am 1. September 1839 in Betrieb genommen und durch die Industrie der Region finanziert. Der Abschnitt Thann–Wesserling folgte am 25. November 1863 und die Reststrecke nach Kruth wurde erst am 2. Januar 1905 eröffnet.
Mit Eröffnung der Teilstrecke von Colmar nach Mülhausen der von Straßburg nach Basel führenden Bahnstrecke am 15. August 1841 durch die Compagnie du chemin de fer de Strasbourg à Bâle (StB) wurde der Lutterbacher Bahnhof zu einem Eisenbahnknotenpunkt.
Vom 15. August 1841 bis zum 31. Mai 1842 wurden am Bahnhof Lutterbach bis zu 12.124 Reisende abgewickelt und Fahrkarten für einen Gesamtwert von 12.783,45 Franken verkauft. Darüber hinaus wurden insgesamt 185,45 Franken für Waren und Gepäck bezahlt.
Der 3,79 km lange Streckenabschnitt von Lutterbach nach Mulhouse-Nord der heute auch als Güterumgehungsbahn Mulhouse bezeichneten Bahnstrecke Lutterbach–Rixheim wurde am 1. November 1885 eröffnet. Knappe 15 Jahre später wurde diese Strecke am 1. Mai 1899 um 7 km bis nach Rixheim erweitert. Heute dient diese Strecke nur noch dem Güterverkehr.
Zum turnusgemäßen Fahrplanwechsel 2010/2011 am 12. Dezember 2010 wurde der Tram-Train Mulhouse–Vallée de la Thur, eine Zweisystem-Regionalstadtbahn nach dem Karlsruher Modell, in Betrieb genommen. Hierzu wurde zwischen dem Bahnhof Lutterbach und der Stadtbahnstation Mulhouse Zu Rhein eine rund vier Kilometer lange, teils eingleisige Straßenbahnstrecke parallel zur Eisenbahnhauptstrecke von Mulhouse nach Colmar gebaut, die beim Kreisverkehr Stricker in die vorhandene Strecke der Straßenbahnlinie 2 und damit auf das Netz der Straßenbahn Mülhausen einmündet. Gleichzeitig mit Eröffnung des Tram-Train zwischen Mülhausen und Thann im Thurtal ging die ebenfalls neue Straßenbahnlinie 3 in Betrieb, welche bis zum Bahnhof Lutterbach die Strecke des Tram-Train mitbenutzt.

## Verkehr
Der Bahnhof Lutterbach wird hauptsächlich durch den Tram-Train Mulhouse–Vallée de la Thur bedient, welcher an Werktagen und samstags im Halbstundentakt, sonn- und feiertags im Stundentakt verkehrt, bedient. Auf dem Abschnitt Lutterbach–Hauptbahnhof verdichtet die Straßenbahnlinie 3 den Tram-Train werktags zu einem 15-Minuten-Takt, sonn- und feiertags zu einem 30-Minuten-Takt.
In den werktäglichen Hauptverkehrszeiten verdichten einzelne TERs den Fahrplan des Tram-Train, um Anschlüsse zu anderen TER in Mulhouse Ville herzustellen. Diese Züge verkehren von Fernbahnteil des Bahnhofs (Gleise A bis C), während der Tram-Train und die Linie 3 am Stadtbahnteil des Bahnhofs halten (Gleise D und E).
Vereinzelt halten auch Regionalzügen des TER Alsace auf der Relation Straßburg–Sélestat–Colmar–Mulhouse(–Basel) in Lutterbach, welche meistens jedoch ohne Halt den Bahnhof passieren.

## Anbindung
Neben den Regionalzügen des TER Alsace, dem Tram-Train Mulhouse–Vallée de la Thur und der Straßenbahnlinie 3 hält am Lutterbacher Bahnhof noch die Buslinie 17.